# محمد صالح (قاضي)
محمد صالح (بالإندونيسية: Mohammad Saleh)‏ هو قاضي إندونيسي، ولد في 24 أبريل 1946 في Pamekasan Regency ‏ في إندونيسيا.